# Výtažná kolej

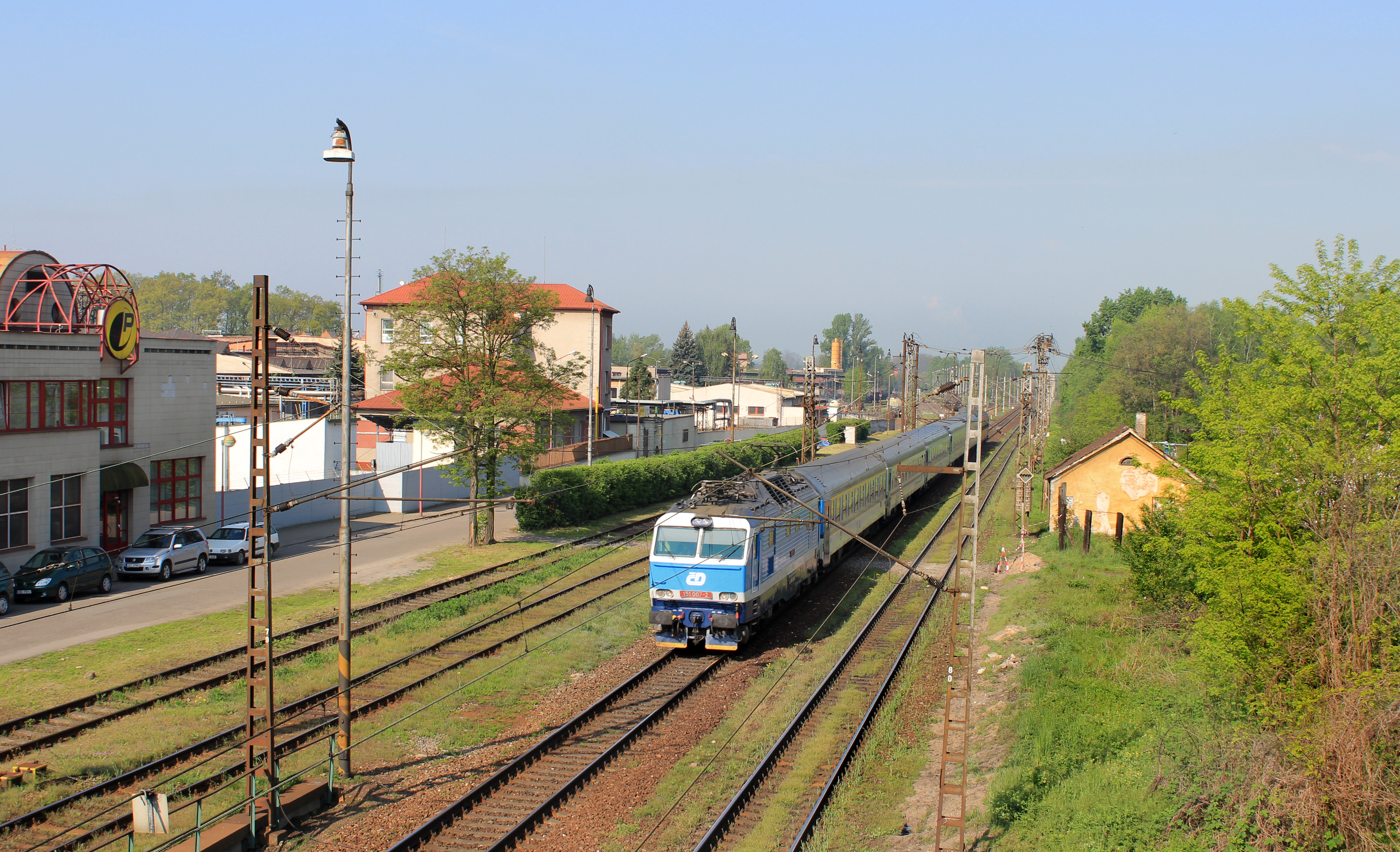
Nádraží Pardubice hl. n. (zleva vlečka Paramo, výtažná kolej, dvoukolejná trať směr Kolín)

Výtažná kolej je zpravidla kusá (slepá, ukončená) kolej, která se používá při posunu k vytažení celého posunového dílu, příp. vlaku a jeho následnému postupnému rozřazení na více kolejí. Jejím účelem je umožnit přestavování souprav mezi staničními kolejemi bez nutnosti výjezdu do frekventovaných traťových kolejí.